# Hahesder
Hahesder é um filme de drama israelita de 2000 dirigido e escrito por Joseph Cedar. Foi selecionado como representante de Israel à edição do Oscar 2001, organizada pela Academia de Artes e Ciências Cinematográficas.

## Elenco
- Aki Avni - Menachem
- Tinkerbell - Michal
- Idan Alterman as Pini
- Assi Dayan - Rabbi Meltzer
- Abraham Celektar - Itamar
- Amnon Volf - Mookie
- Shimon Mimran - Benny
- Uri Klauzner - Sivan
- Samuel Calderon - Doron